# Krasieniec Zakupny
Krasieniec Zakupny – wieś w Polsce położona w województwie małopolskim, w powiecie krakowskim, w gminie Iwanowice.
W latach 1975–1998 miejscowość administracyjnie należała do województwa krakowskiego.
Wieś Krasieniec położona w powiecie proszowskim województwa krakowskiego, wraz z folwarkiem wchodziła w 1662 roku w skład klucza iwanowickiego Łukasza Opalińskiego.